# Françoise Rose Clary
Pour les articles homonymes, voir Somis et Famille Clary (Marseille).
Françoise Rose Somis (Saint-Ferréol (Marseille), 30 août 1737 - Paris, 28 janvier 1815), fille d'un ingénieur en chef du port de Marseille, sœur du général et baron d'Empire Justinien-Victor Somis et épouse de François Clary, négociant en soieries à Marseille, est la mère de Désirée Clary, reine de Suède, et de Julie Clary, reine d'Espagne. Elle peut aujourd'hui prétendre, au même titre que la reine Victoria, au surnom de Grand-mère de l'Europe. En effet, ses descendants se trouvent aujourd'hui sur les trônes de Suède, de Norvège, de Danemark, de Belgique et de Luxembourg.
Elle est inhumée au cimetière du Père-Lachaise à Paris (24e division) auprès :
- de son beau-petit-fils, François Joseph Marie Marius, comte Clary (1786-1841), maréchal de camp, aide de camp de son oncle Jean-Baptiste Bernadotte, puis de son oncle Joseph Bonaparte, à Naples et en Espagne, colonel des hussards, commandant des départements du Nord, du Gers, de la Somme et du Morbihan sous Louis-Philippe, commandeur de la Légion d'honneur, chevalier de Saint-Louis,
- de son autre beau-petit-fils, Joachim Charles Napoléon Clary (1802-1856), capitaine de cavalerie, sénateur du Second Empire, conseiller général de Seine-et-Marne et de son épouse Baptistine Juliette Blait de Villeneuve, décédée en 1840,
- du fils des précédents, Joseph Adolphe comte Clary (1837-1877), chef d'escadron de cavalerie, aide de camp du prince impérial et de son épouse Angèle Marion, fille du général baron Marion, demoiselle d'honneur de l'impératrice Eugénie, et de leur fils, Joachim comte Clary (1876-1918),
- de son petit-fils, le comte Nicolas Clary (1821-1869),
- de sa petite-fille par alliance, la comtesse (Justinien Nicolas) Clary, née Thérèse Léopoldine Berthier de Wagram, décédée en 1882,
- de son petit-fils, François Jean, comte Clary, sénateur, décédé en 1889, et de son épouse Sidonie Marguerite Talabot, décédée en 1915.